# Tharrhalea maculata
Tharrhalea maculata är en spindelart som beskrevs av Kulczynski 1911. Tharrhalea maculata ingår i släktet Tharrhalea och familjen krabbspindlar. Inga underarter finns listade i Catalogue of Life.